# Admiralitätswerft Hamburg

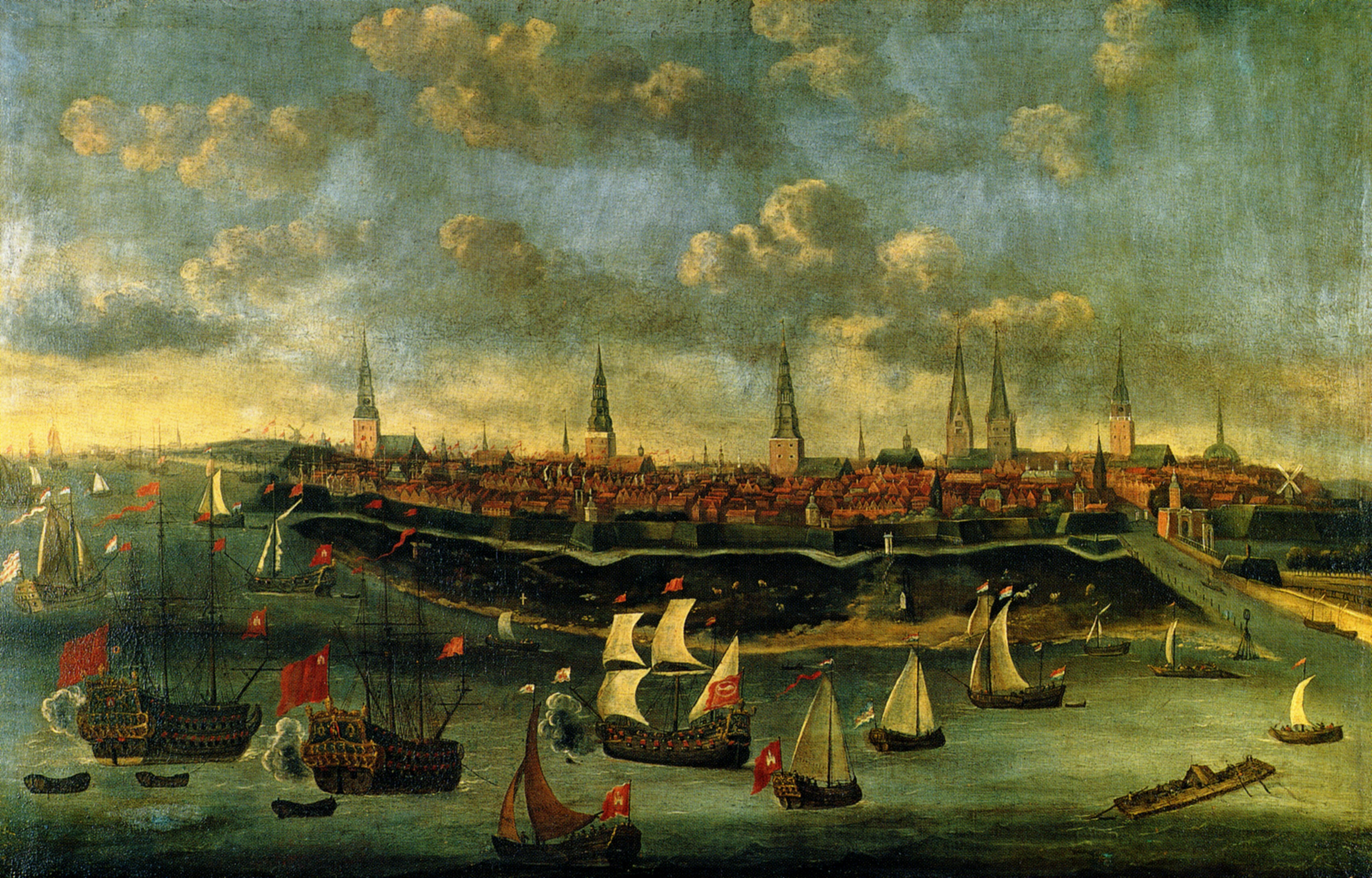
Konvoischiffe auf der Elbe, heute im Museum für Hamburgische Geschichte

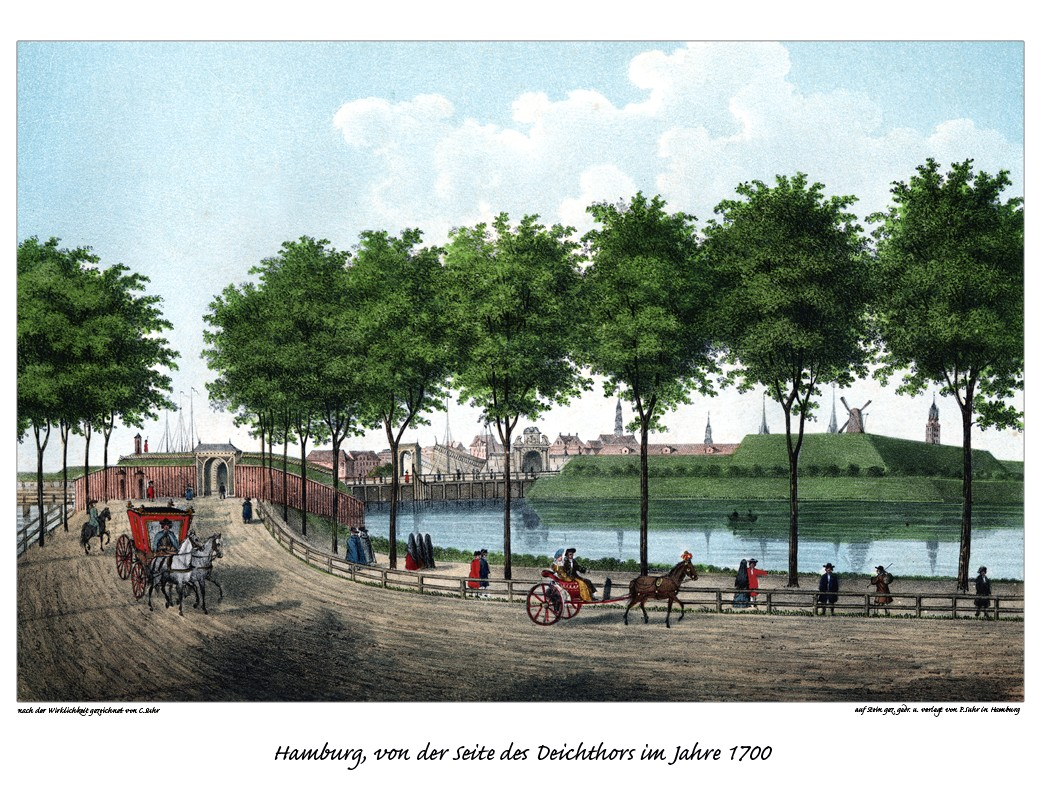
Das Deichtor im Jahre 1700. In der Nähe dieses Tores befand sich der Bauplatz der Leopoldus Primus

Die Admiralitätswerft war der Schiffbauplatz der Hamburgischen Admiralität.
Die Hamburgische Admiralität entstand 1623, sie besaß Wassergrundstücke, die zur Errichtung von Schiffbauplätzen genutzt werden konnten. So war es eine ihrer Aufgaben, geeignete Werftgrundstücke an Schiffbaumeister in Hamburg zur Verfügung zu stellen. Diese Werftgrundstücke wurden dann an die Schiffbauer auf Zeit verpachtet. 
Selbst hatte die Admiralitätswerft nur zwei Schiffe gebaut. Die Leopoldus Primus (1668) war das erste Hamburger Konvoischiff und die Wapen von Hamburg, die erste Trägerin dieses Namens. Sie wurden gebaut, um Hamburger Handelsschiffe im Konvoi zu begleiten und sie vor den Überfällen von Piraten und Freibeutern zu beschützen. 